# Łódzki Tramwaj Regionalny

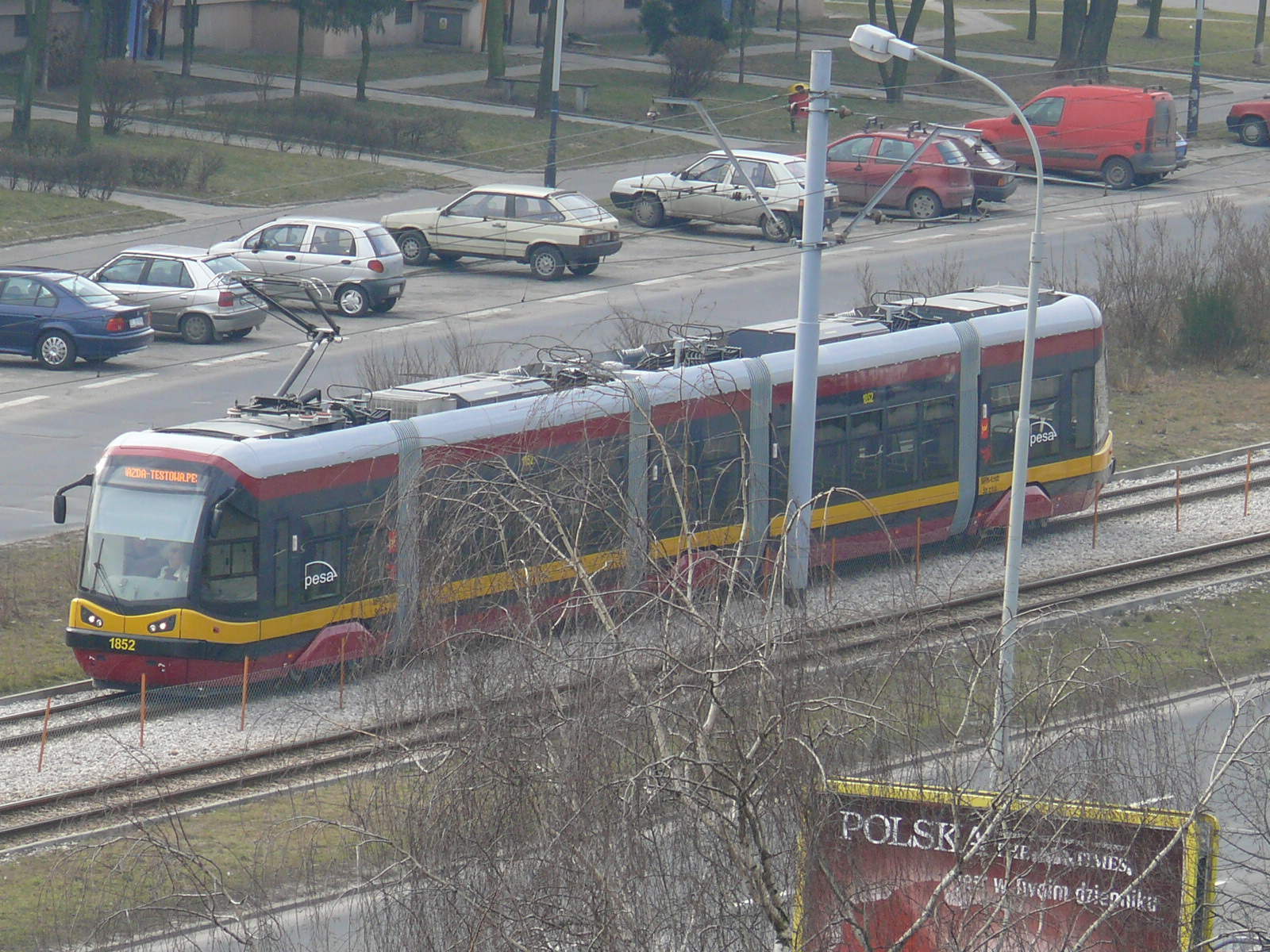
Tramwaj Pesa 122N testowany na torach Łodzi

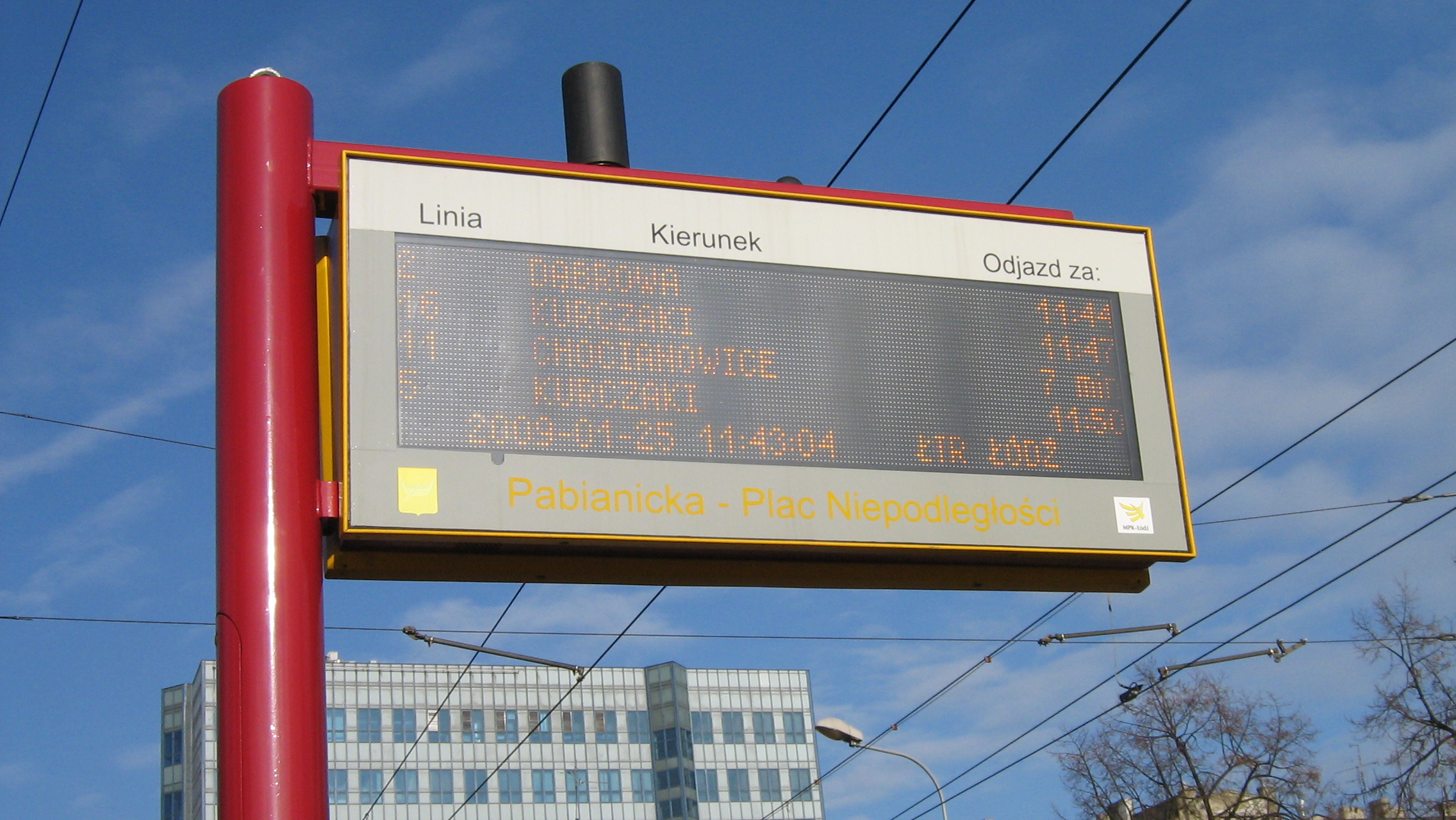
Tablica informacyjna na Placu Niepodległości

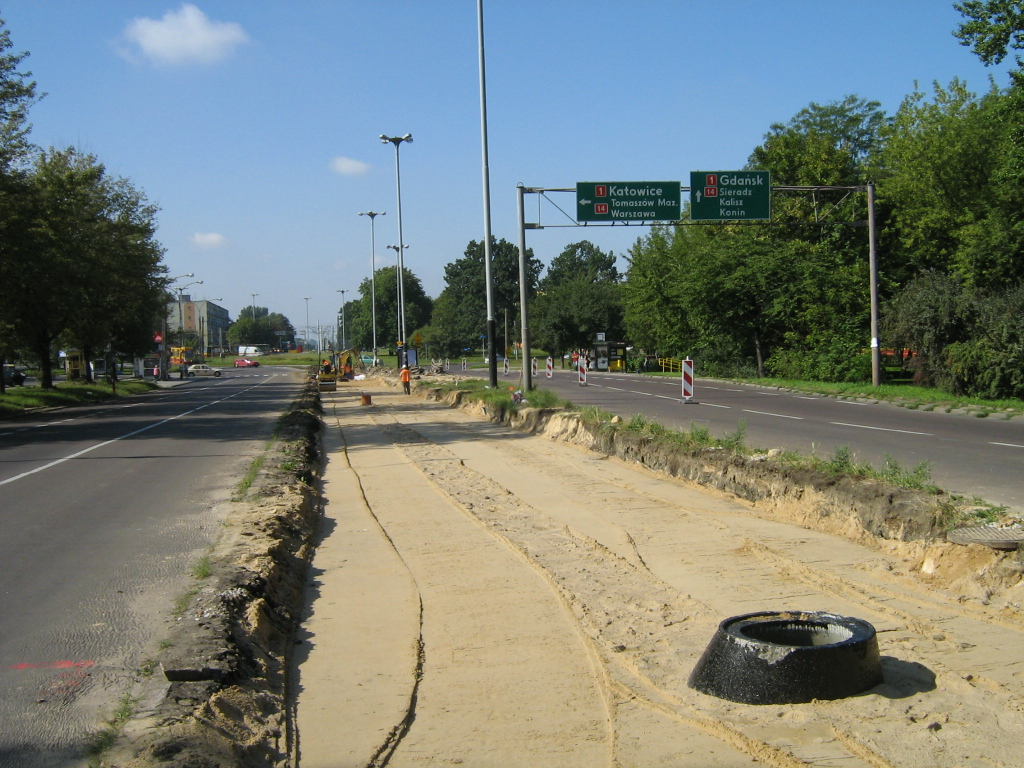
Budowa ŁTR na ulicy Pabianickiej w sierpniu 2007

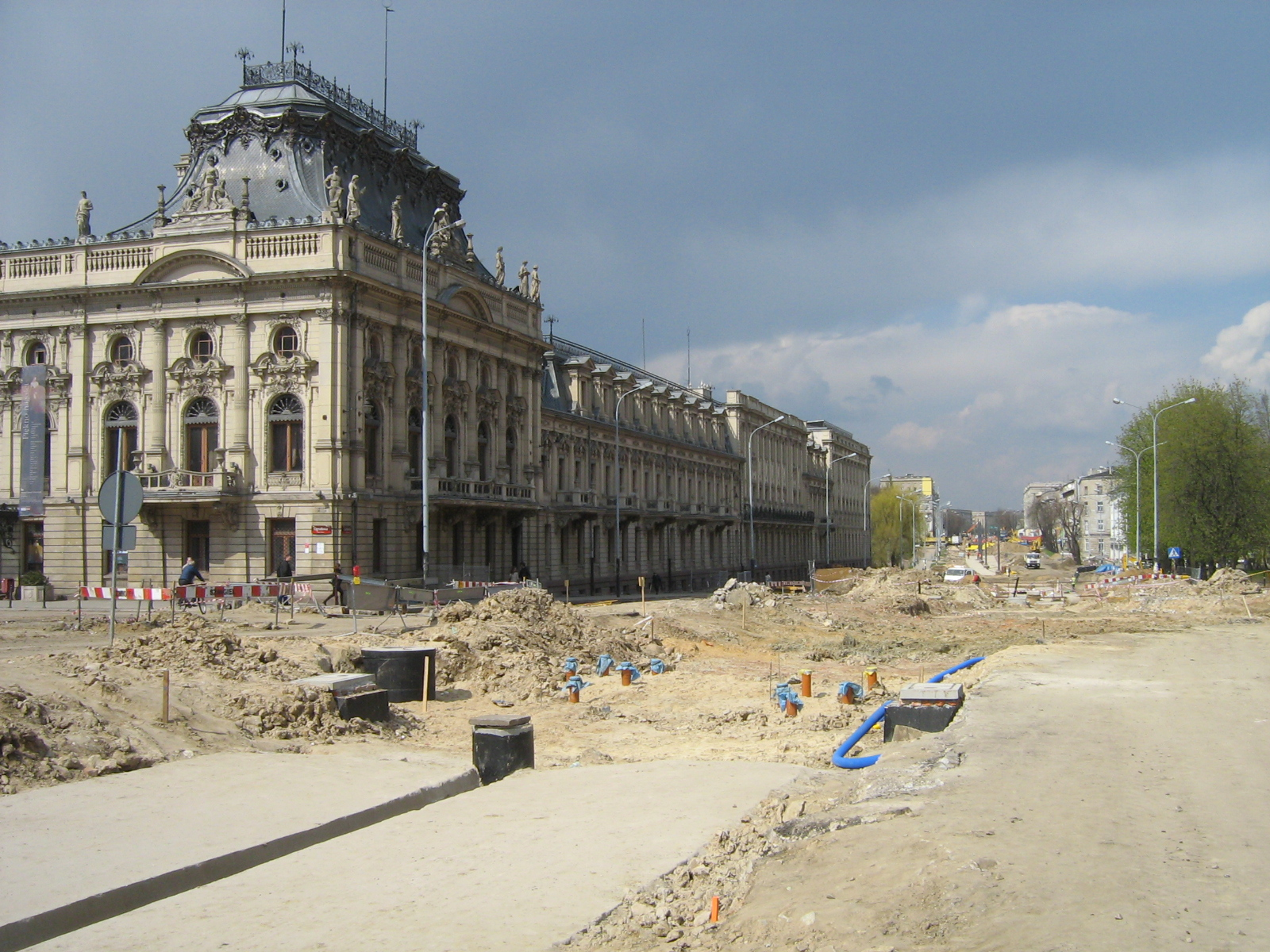
Budowa ŁTR na ulicy Zachodniej w kwietniu 2008

Łódzki Tramwaj Regionalny (ŁTR) – system szybkiego transportu zbiorowego, mający w założeniu połączyć Łódź ze Zgierzem (od północy), oraz z Ksawerowem i Pabianicami (od południa). Możliwe było także połączenie z ŁTR komunikacji tramwajowej kursującej do Ozorkowa.

## Planowana inwestycja
Budowę ŁTR podzielono na dwa etapy:
- etap I – realizacja łódzkiej części inwestycji: wymiana torowiska, zmodernizowanie 31 przystanków, unowocześnienie 10 stacji trakcyjnych, budowa systemu sterowania ruchem wraz z 60 specjalnie zmodernizowanymi sygnalizacjami świetlnymi na skrzyżowaniach. Realizacja I etapu rozpoczęła się 7 lipca 2007 r. i zakończyła 30 czerwca 2008 r.

- etap II – modernizacja torowisk w Zgierzu i Pabianicach.

Planowana trasa ŁTR:
- Zgierz: Plac Kilińskiego, Łódzka
- Łódź: Zgierska, Zachodnia, Aleja Kościuszki, Żwirki, Piotrkowska, Plac Reymonta, Piotrkowska, Plac Niepodległości, Pabianicka
- Ksawerów: Łódzka
- Pabianice: Warszawska, Zamkowa, Łaska, Wiejska

## Realizacja

### 2006 rok
- październik 2006 roku – MPK Łódź Sp. z o.o. podpisało umowę z przedsiębiorstwem Pojazdy Szynowe Pesa Bydgoszcz na dostawę 10 nowych, niskopodłogowych tramwajów Tramicus. Wszystkie nowe pojazdy są klimatyzowane aby zapewnić maksymalny komfort podróży.

### 2007 rok
- 3 kwietnia 2007 roku – MPK Łódź Sp. z o.o. podpisało umowę z konsorcjum firm Tyco Fire & Integrated Solutions, Alcatel-Lucent oraz R&G Plus dotyczącą budowy i instalacji Systemu Obszarowego Sterowania Ruchem (SOSR), który zapewni priorytetowy przejazd przez miasto dla ŁTR.
- 28 czerwca 2007 roku – wmurowano kamień węgielny ŁTRu. Uroczystość odbyła się przy zajezdni na łódzkich Chocianowicach.
- 7 lipca 2007 roku – rozpoczęła się budowa ŁTR. Cała trasa, która przebiega od Chocianowic do Helenówka, została podzielona na pięć odcinków, które będzie budować czterech wykonawców. Początkowo prace były prowadzone na ulicach:
  - Pabianicka: na odcinku rondo Lotników Lwowskich – plac Niepodległości;
  - Piotrkowska: na odcinku Czerwona – Radwańska;
  - al. Kościuszki: na odcinku Żwirki – al. Mickiewicza;
  - Zachodnia: na odcinku Zielona – Legionów;
  - Zgierska: na odcinku Dolna – Helenówek.

W związku z budową zmianie uległy trasy linii tramwajowych: 1, 2, 3, 4, 6, 11/11A, 46, autobusowych: 57, 95, N5, N6 oraz uruchomiono autobusową komunikację zastępczą Z1, Z2, Z3 i Z4.
- 23 lipca 2007 roku – rozpoczęła się modernizacja torowiska w części południowej skrzyżowania al. Kościuszki/al. Mickiewicza. Zmianie uległy trasy linii tramwajowych: 8, 10, 14 oraz autobusowych: Z1 i Z2. Jednocześnie zostaje uruchomiona kolejna autobusowa linia komunikacji zastępczej – Z5.
- 30 lipca 2007 roku – rozpoczęły się prace torowe na kolejnym odcinku al. Kościuszki od al. Mickiewicza do Zamenhofa. Kolejne zmiany na liniach tramwajowych: 8, 10 i 14. Jednocześnie linia tymczasowa Z5 zostaje zastąpiona „wydłużoną” linią Z6.
- 3/4 sierpnia 2007 roku – rozpoczęła się modernizacja torowiska na skrzyżowaniu Zachodnia/Więckowskiego. Zmianie uległy trasy linii autobusowych (w kierunku zachodnim): 86 i N3.
- 11 sierpnia 2007 roku – początek wymiany torowiska na ulicy Zachodniej na odcinku od ulicy Limanowskiego do ulicy Zgierskiej. Zmianie ulegają trasy linii 0, 11/11A oraz 46.
- 13 sierpnia 2007 roku – początek wymiany nawierzchni jezdni oraz torowiska na alei 1 Maja w Zgierzu. Zmianie uległy trasa linii zastępczej Z3 na terenie Zgierza oraz w Łodzi (wydłużenie do skrzyżowania Zachodnia/Limanowskiego).
- 16 sierpnia 2007 roku – zamknięcie ruchu na skrzyżowaniach ulic:
  - Pabianicka/Bednarska-Wólczańska – czas trwania prac ok. 3 tygodni.
  - Zgierska/Jesionowa oraz Zgierska/Brzoskwiniowa – czas trwania prac ok. 2 tygodni.
  - Zgierska/Pojezierska-Julianowska (północna część skrzyżowania) – termin zakończenia prac 3 września.
- 16/17 sierpnia 2007 roku – oddane zostało skrzyżowanie Zachodnia/Więckowskiego. Na swoje stałe trasy w kierunku zachodnim wracają linie: 86 i nocna N3.
- 17/18 sierpnia 2007 roku – rozpoczęła się modernizacja torowiska na skrzyżowaniu Zachodnia/Próchnika. Zmianie ulegają trasy linii autobusowych (w kierunku wschodnim): 86 i 96.
- 20 sierpnia 2007 roku – zmiana organizacji ruchu na skrzyżowaniu ulic: al. Kościuszki/al. Mickiewicza – prace modernizacyjne rozpoczęły się po wschodniej stronie skrzyżowania.
- 25 sierpnia 2007 roku – rozpoczęła się modernizacja torowiska ulicy Zachodniej na odcinku od ulicy Limanowskiego do ulicy Lutomierskiej. Zmianie ulega trasa linii tramwajowej nr 2.
- 27 sierpnia 2007 roku – zamknięto ruch dla samochodów osobowych na skrzyżowaniu ulic: Piotrkowska/Radwańska.
- 29 sierpnia 2007 roku – rozpoczęła się modernizacja torowiska w ulicy Piotrkowskiej na odcinku od placu Niepodległości do placu Reymonta. Zmianie ulegają trasy linii tramwajowych 2, 5, 6 oraz autobusowych Z1, Z2, 50, 72, 95 oraz N6.
- 3 września 2007 roku – ograniczono ruch samochodów osobowych oraz wyznaczono pas dla autobusów i taksówek na ciągu ulic al. Kościuszki-Zachodnia na odcinku od Żwirki do Ogrodowej. Zmieniono trasy przejazdów linii tramwajowych 8 i 14, jak również po okresie wakacyjnym zwiększono liczbę autobusów i tramwajów.
- 6 września 2007 roku – w godzinach popołudniowych na odcinku ulicy Zachodniej od ulicy Limanowskiego do ulicy Lutomierskiej robotnicy budujący ŁTR wykopali ludzkie kości[1] (pozostałość po dawnym Starym cmentarzu żydowskim zlikwidowanym w 1949 roku) – prace budowlane na tym odcinku zostały wstrzymane.
- 19 września 2007 roku – otwarcie ruchu tramwajowego na kierunku wschód-zachód przez skrzyżowanie al. Mickiewicza/al. Kościuszki. Na swoje stałe trasy wracają tramwaje linii: 8, 10 i 14, linia zastępcza Z6 zostaje zlikwidowana.
- 19 września 2007 roku – zamknięcie ruchu tramwajowego na skrzyżowaniu al. Kościuszki/Zielona. Zmiana tras linii tramwajowych: 0, 1, 7, 9, 12 i 13. Zostaje uruchomiona kolejna linia zastępcza Z7.
- 29 września 2007 roku – zamknięcie ruchu kołowego na skrzyżowaniu Piotrkowska/Radwańska. Zmiana tras linii autobusowych: 55/55A, 57 i 77.
- 1 października 2007 roku – otwarcie ruchu na skrzyżowaniu al. Kościuszki/Zielona. Zmiana tras: linii tramwajowej 1 oraz linii autobusowej 86. Likwidacja linii zastępczej Z7.
- 12 października 2007 roku – zmiana rozkładów linii zastępczych Z1 i Z2 oraz uruchomienie dodatkowej linii Z0.
- 21 października 2007 roku – otwarcie ruchu kołowego na skrzyżowaniu Piotrkowska/Radwańska. Zmiana tras linii autobusowych: 55/55A, 57 i 77 (powrót do stanu sprzed 29 września).
- 27 października 2007 roku – rozpoczęcie prac na skrzyżowaniu Żwirki/Kościuszki.
- październik 2007 roku – rozpoczęcie prac na skrzyżowaniu alei Kościuszki i ulicy Żwirki.
- 20 grudnia 2007 roku – oddanie do użytku torów i przywrócenie ruchu tramwajowego na alei Kościuszki od alei Mickiewicza do ulicy Zielonej.

### 2008 rok
- 25 stycznia 2008 roku – przybycie pierwszego z 10 zamówionych wagonów Pesa 122N.
- 28 stycznia 2008 roku – oficjalna prezentacja wagonu Pesa 122N zamówionego w ramach ŁTR.
- 7 lutego 2008 roku – rozpoczęcie remontu torowiska w zajezdni i na krańcówce HELENÓWEK. Jednocześnie zostaje zawieszona linia tramwajowa nr 46 na trasie Ozorków – Helenówek. Zastępuje ją linia Z6 obsługiwana przez MKT na trasie Ozorków – Świtezianki oraz zostaje zmieniona trasa linii zastępczej Z2.
- 11 lutego 2008 roku – zamknięcie ruchu tramwajowego ulicy Piotrkowskiej na odcinku od Czerwonej do placu Niepodległości. Zmiana tras linii tramwajowych: 2, 3, 4, autobusowych: Z1, Z2, 50, 72, 95/A, N5 oraz N6. Zawieszone zostają linie autobusowe: 55A i Z4 oraz zostaje uruchomiona kolejna autobusowa linia zastępcza Z9.

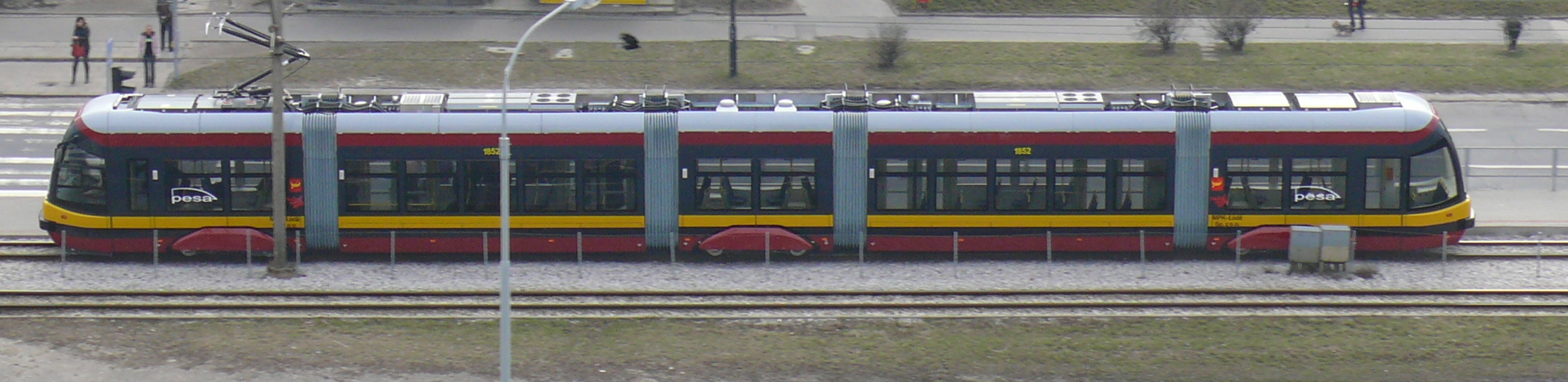
26 lutego 2008 rozpoczęły się testy i szkolenia motorniczych

- 26 lutego 2008 roku – rozpoczęły się testy składów produkcji Pesy oraz szkolenia motorniczych.
- 3 marca 2008 roku – oddanie do użytku torowiska w ulicy Zachodniej na odcinku od ulicy Zielonej do Legionów. Zmiana trasy linii tramwajowej 2 oraz likwidacja linii zastępczej Z0.
- 3 marca 2008 roku – po zimowej przerwie wznowiono prace na odcinku ŁTR przebiegającym przez teren dawnej nekropolii żydowskiej przy ul. Zachodniej.
- 13 marca 2008 roku:
  - oddanie do użytku zmodernizowanego torowiska w ulicy Zgierskiej na odcinku od ulicy Dolnej do Helenówka;
  - zamknięcie ulicy Zachodniej na odcinku od ulicy Legionów do ulicy Lutomierskiej;
  - zamknięcie torowiska na Rondzie Lotników Lwowskich z jednoczesnym wstrzymaniem ruchu tramwajowego na: al. Politechniki, Paderewskiego i Pabianickiej. Zawieszenie linii tramwajowych: 1 i 7; zmiana tras przejazdu linii tramwajowych: 2, 3, 4, 11A, 15, 46; zmiana tras linii autobusowych: 59, 65/A, 78/A, 96, 99/A, N1, N2, N5, N6, Z1, Z2 oraz uruchomienie komunikacji zastępczej – linie Z2A oraz Z8.
- 23 kwietnia 2008 roku – zostało wznowione połączenie tramwajowe Łodzi ze Zgierzem, przy jednoczesnym zlikwidowaniu linii zastępczej Z3. Połączenie ze Zgierzem będzie obsługiwane przez tramwaje linii 11.
- 9 czerwca 2008 roku – zostało oddane do eksploatacji torowisko na ulicy Zachodniej między ulicą Legionów i ulicą Ogrodową.
- 17 czerwca 2008 roku – oddanie do użytku torowiska na skrzyżowaniu ulic Zachodniej i Limanowskiego. Zmiana tras linii 2 i 5.
- 1 lipca 2008 roku – oddanie do użytkowania trasy Łódzkiego Tramwaju Regionalnego, pierwszy dzień kursowania wagonów Pesy na trasie Zajezdnia Helenówek – Chocianowice. Do jesieni trwały prace modernizacyjne ulic oraz wykończeniowe przystanków (np. Zachodnia – Manufaktura).

### 2009 rok
- 1 sierpnia 2009 – rok i jeden miesiąc po uruchomieniu trasy ŁTR, oddana została do użytku nowa pętla tramwajowa IKEA/PORT ŁÓDŹ. Miejska trasa linii 11 została wydłużona o 3 (wówczas nieoddane jeszcze do użytku, łącznie z docelowym) przystanki z zajezdni Chocianowice do nowego punktu docelowego nazywanego po prostu „IKEA”.
- 31 sierpnia 2009 – w związku z oddaniem do użytkowania zmodernizowanego odcinka ul. Pabianickiej, uruchomiono 3 nowe przystanki na linii ŁTR: Pabianicka/Długa, Pabianicka/Mierzejowa, Chocianowice/IKEA
- 2 listopada 2009 – miasto Zgierz ze względu na zbyt niską dotację z Urzędu Marszałkowskiego, zrezygnowało z budowy zgierskiego odcinka Łódzkiego Tramwaju Regionalnego.

## Przebieg trasy ŁTR
Łódź:
Trasa:
- Chocianowice IKEA (pętla)
- ul. Pabianicka
- ul. Piotrkowska
- al. Mickiewicza (od 31 października 2015 – zakończenie remontu trasy W-Z; wcześniej przejazd równoległą ul. Żwirki)
- al. Kościuszki
- ul. Zachodnia
- ul. Zgierska
- Helenówek (pętla)

Przystanki:
1. Chocianowice IKEA
2. Mierzejowa
3. Długa
4. Chocianowicka
5. Rudzka
6. Dubois
7. 3 Maja
8. Prądzyńskiego
9. Jana Pawła II
10. r. Lotników Lwowskich
11. Wólczańska
12. pl. Niepodległości
13. Czerwona
14. pl. Katedralny
15. Brzeźna
16. Żwirki
17. Piotrkowska Centrum
18. Zamenhofa
19. Struga
20. Zielona
21. Więckowskiego/Próchnika
22. Legionów
23. Manufaktura
24. Lutomierska
25. Limanowskiego
26. Dolna
27. Adwokacka
28. Julianowska
29. Biegańskiego
30. cm. Radogoszcz
31. pl. Pamięci Narodowej
32. Przedwiośnie
33. Sikorskiego
34. Pasieczna
35. Świtezianki
36. Brzoskwiniowa
37. Helenówek

## ŁTR w liczbach
- długość trasy – 28,9 km
- liczba nowych przystanków – 50
- liczba nowych wagonów – 16
- całkowity koszt projektu: 442 018 200 zł (92 472 426 euro)

etap I (łódzki) kosztował 281 mln zł (w tym: dotacja unijna – 103 mln zł)
przewidywana wysokość wsparcia z UE – 181 155 000 zł
- zakładany czas przejazdu (Chocianowice – Helenówek) – 45 min.[3]
- faktyczny czas przejazdu  (Chocianowice – Helenówek)  – 55 min.[4]

## Ciekawostki
Przy okazji prac nad Łódzkim Tramwajem Regionalnym odnaleziono przy ul. Piotrkowskiej fragment najstarszej łódzkiej szyny tramwajowej, pochodzącej z 1897 roku. Szyna o profilu Vignolesa zawiera odlany napis: „Stahl Industrie Bochum 1897”. Oznacza to, że powstała w hucie w niemieckim mieście Bochum. Szyna trafiła do Muzeum Komunikacji Miejskiej przy ul. Wierzbowej.